# Магнокс
Магнокс (на английски: Magnox) е вид остарял британски ядрен реактор, употребяван и за производство на ток, и за производство на плутоний за атомни бомби. Името му произлиза от сплавта, с която са облицовани касетите с гориво в реактора.

## Описание
Реакторите от тип „Магнокс“ използват графитен забавител. Характерното за тях е, че работят с естествен уран (т.е. необогатен). Контролните пръти са направени от сплав на стомана и бор. Охлажда се чрез въглероден диоксид, което изключва възможността от парна експлозия в случай на разтопяване на активната зона на реактора. Първите модели на реактора имат външен топлообменник (извън самия реактор). Така количествата гама-лъчи и алфа-частици, излъчвани от реактора, са значителни и работещите около реактора са пряко изложени на радиационно облъчване. По-новите модели нямат такъв проблем.
От средата на 1950-те години към момента са построени общо 11 АЕЦ, използващи реактори „Магнокс“ (с общо 26 реактора). Един реактор е бил изнесен за Италия и друг за Япония. Северна Корея също разработва свой реактор тип „Магнокс“, базиращ се на британската конструкция, и има още два, вече построени.

## Характеристики
Реакторите „Магнокс“ са с ниска производителност на електричество – в по-ранните модели тя е едва 50 MW, а в по-новите модели достига до 250 MW. Това се дължи на сплавта, използвана за облицовката на вътрешността на реактора. Думата Магнокс произлиза от английското съкращение „Magnesium non-oxidising“ (букв. „Неоксидиращ магнезий“). Това е сплав на магнезий с малки количества алуминий и други метали. Тя е с много ниско поглъщане на неутрони, но има три големи недостатъка:
- има ниска температура на топене, което ограничава максималната температурна ефективност на активната зона, следователно ограничава и производителността на реактора като цяло;
- реагира с вода, което означава, че не може да бъде използвана за дългосрочно складиране на отработено гориво;
- произвежда се изключително трудно, което оскъпява производството на целия реактор.

Производството на този тип реактори вече е прекратено.